# Zics
Zics (čti Zič) je vesnice v Šomoďské župě v Maďarsku. Historie obce je spjatá se šlechtickým rodem Zichyů z Vaszonykeő.

## Poloha
Obec leží v okrajové částí župy Somogy (Vnější Somogy/Külső-Somogy), přibližně 8 km jihozápadně od města Tab a 20 km jižně od Blatenského jezera (Balaton). Sousedními osadami jsou Kapoly na severu (5 km), Somogyegres na východě (3,5 km), Miklósi na jihu (3,5 km) a Nágocs na západojihozápadě (3 km).
V oblasti obce se hojně vyskytuje divoká zvěř, např. jeleni, divoká prasata a lišky. 

## Dějiny
Zics je poprvé zmíněn v roce 1295 jako farní obec Zvch/Zych. V roce 1478 patřila osada Jiřímu Zichymu. V době turecké okupace Uher se obce téměř vylidnila, než v 18. století na pozvání rodu Zichyů přišli němečtí osadníci, kteří zde obnovili život.

### Obyvatelstvo
Při sčítání lidu v roce 2011 se 90,2 % obyvatel hlásilo k maďarské národnosti, 4,6 % k romské, 3,4 % k německé, 0,3 % k polské (8,9 % se nepřihlásilo k žádné národnosti, z důvodu dvojího občanství může být celkový počet vyšší než 100 %).
Náboženské rozdělení bylo 78,4 % římských katolíků, 3,4 % reformovaných, 0,9 % luteránů a nekonfesijních 6,9 % (10,1 % se nepřihlásilo k žádnému náboženství).

## Hlavní památky
- katolický kostel Navštívení Panny Marie, postavený v roce 1786
- Obecní úřad